# Província de Qazvín

Comtats de Qazvin

La província de Qazvín (Qazvīn) és una divisió administrativa de l'Iran al nord-oest del país. Fou recreada el 1996 segregada en part de la província de Teheran i en part de la província de Zandjan, i la formen 20 ciutats: Qazwin (o Qazvín, que és la capital), Takestan, Abyek, Boyinzahra o Bou'in-Zahra, Eqhbalieh, Mohammadieh, Alwand, Esfarvarin, Mahmood Abad Nemooneh, Khoram Dasht, Ziä Abad, Avaj (Avadj), Shäl, Danesfahan, Abgarm, Ardägh, Moallem Keläyeh, Razmian Kouhin i Bidestan.
Administrativament la formen quatre comtats (Qazvín, Takestan, Abyek, Boyinzahra), 18 seccions, 44 districtes rurals, i 1543 pobles. La població és d'1.143.200 habitants (2006) i la superfície de 15.567 km².

## Història
La província (shahr) de Qazwin es va formar sota Harun ar-Raixid cap al final del segle viii, amb el districte de Nashariyyat, part del de Dashtbi (que abans pertanyeren a Hamadan), Abharrud, i part del de Kakazan. El 897/898 se li va afegir el districte de Kharrakan amb el qual va arribar a 765 pobles; sota el califa al-Mútassim (833-842) se li van afegir els districtes de Nasa i Salkanrud, segregats de Hamadan.
Sota domini mongol la província fou reduïda i al segle xiv consta només amb uns 300 pobles repartits en 8 nàhiyes o districtes; a l'inici del segle xvii, sota els safàvides, havia recuperat importància i comptava amb uns mil pobles dels quals 20 eren ciutats emmurallades. El 1884 estava dividida en 11 buluks: Kharrud (Dudanga), Kuhpaya, Abharrud, Bashariyyat, Ikbal, Fishkildarra (Pishkildarra), Dashtabi o Dashtbi, Kakazan, Ramand, Afshariyya i Rudbar (incloent Alamut).
A la primera meitat del segle xx, després de desaparèixer un temps, estava formada per sis districtes o comtats (bakhsh) subdividits en dihistans (subdistrictes): Qazwin, Ab Yak (comtats de Fishkildarra, Kuhpaya i Bashariyyat), Muallim Kalaya (comtats de Rudbar i Alamut), Diyaabad (comtats de Kakazan i Dudanga), Avidj (comtats de Kharakan Oriental, Kharakan Occidental i Afshariya), i Buin (comtats de Zahra, Dashtabi i Ramand).
La província fou suprimida el 1950 i no hi ha constància de la seva reconstrucció com ustan (província) fins al 1996 (segregada de la província de Teheran i part de la província de Zandjan), subdividida en quatre sharistans (comtats) subdividits en bakhsh (districtes).
La majoria de la població actual de la província és turcòfona, sent les tribus principals els inanlu i els baghdadi shahsivan, establerts a la zona al final del segle xviii per Agha Muhammad Shah.

## Llocs interessants

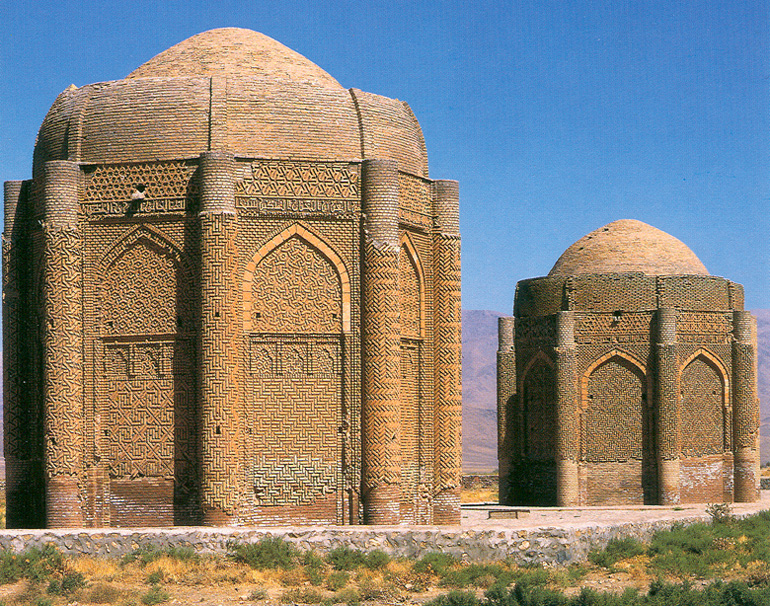
Les torres bessones de Kharaghan, construïdes el 1067 a la província de Qazvin.

La major part dels llocs interessants són a la ciutat de Qazwin, especialment nombroses mesquites. Altres monuments són:
- 23 castells ismaïlites destacant els següents:
  - Fortalesa d'Alamut
  - Lambesar
  - Shirkouh
  - Qez Qaleh
  - Shemiran
  - Barajin Qaleh
- Meimoon Ghal'eh, fortalesa sassànida
- Reserves d'aigua de la ciutat de Qazwin (se'n conserven uns 10 dipòsits)
- Caravanserrall de Sa'd al-Saltaneh
- Qeisarieh
- Saray e Vazir
- Saray e Razavi (Shah)
- Saray e Hadj Reza
- Sadieh Bazaar
- Caravanserrall Shah Abbasi d'Avaj
- Caravanserrall Shah Abbasi de Mohammad Abad
- Caravanserrall Hajib Shah Abbasi
- Chehel Sotun (Museu-Palau)
- Hosseinieh Aminiha
- Pont de Shah Abbasi
- Banys tradicionals Safa
- Banys tradicionals Qadjar